# 王袍
王袍（？—？年），字子章，浙江绍兴府山陰縣人，民籍。明朝政治人物。

## 生平
正德二年（1507年）丁卯科浙江乡试舉人，九年（1514年）甲戌科二甲第一百五名進士，官至广东潮州府知府，嘉靖八年（1529年）二月考察调用。